# Якубович, Яна Владимировна
Яна Владимировна Якубович — белорусская шашистка, Международный гроссмейстер, чемпионка мира среди женщин 2019 года, чемпионка Европы среди женщин 2021 года, чемпионка мира среди девушек до 26 лет 2021 года, чемпионка Европы среди девушек (2019). На июль 2021 года занимает 5-е место в мировом рейтинге по русским шашкам среди женщин.

## Биография
Родилась в Минске, отец по профессии инженер, мать экономист. Через десять лет после рождения Яны её родители начали свой бизнес.
Училась в гимназии № 20 Фрунзенского района Минска. Яна училась на факультете международных отношений БГУ, увлекается финансами и аналитикой. По словам Яны, шашки развили её логическое мышление и анализ на много ходов вперед:
«Чтобы хорошо играть, нужно уметь просчитывать варианты. Я вижу позицию — и могу сказать, что будет через 20 или 25 ходов. Для этого я каждый день должна садиться, ставить перед собой шашки и считать разные варианты, — объясняла тогда Яна. — Финансы мне интересны как раз с точки зрения аналитики»
Яна в 13 лет стала вице-чемпионкой мира по международным шашкам среди девушек до 16 лет. Через 4 года получила титул чемпионки среди женщин и звания международного гроссмейстера.